# Чехранов Вадим Дем'янович
Вадим Дем'янович Чехранов (26 березня 1919, Шолохове — 7 серпня 2003, Дніпропетровськ) — український радянський науковець-металург. Кандидат технічних наук (1952). Лауреат Державної премії УРСР в галузі науки і техніки (1970) та премії Ради Міністрів СРСР (1982). Розробник нового високопродуктивного процесу одночасної прокатки двох злитків на великих обтискних станах, впроваджувач пристроїв «Риф» для накатки валків обтискних станів, які підвищують захоплюючу здатність валків.
Учасник німецько-радянської війни, нагороджений орденом Вітчизняної війни II ступеня. Після завершення війни, майже 40 років — науковий співробітник Інституту чорної металургії АН УРСР (1949—1988), заступник директора з наукової роботи. Автор понад 100 наукових робіт, зокрема, близько 30 авторських свідоцтв на винаходи.

## Життєпис
Народився 26 березня 1919-го року у селі Шолохове на Дніпропетровщині. У 10-річному віці разом із родиною переїхав до Дніпропетровська.
У 1938-му році вступив на вечірнє відділення технологічного факультету Дніпропетровського металургійного інституту, навчання поєднував з обов'язками техніка-дослідника у Науково-дослідному та конструкторсько-технологічному інституті трубної промисловості.
З початком німецько-радянської війни пішов на фронт добровольцем, але був серйозно поранений через місяць після призову. Після демобілізації у жовтні 1941-го року вступив на вечірнє відділення Магнітогорського горно-металургічного інституту, паралельно працюючи старшим техніком-дослідником науково-дослідного сектору при інституті.
У 1944-му році, після деокупації Дніпропетровська, повернувся до рідного міста, де через чотири роки закінчив технологічний факультет Дніпропетровського металургійного інституту за спеціальністю «Прокатно-волочильне виробництво».
У 1949-му році вступив до аспірантури Інституту чорної металургії АН УРСР, яку закінчив через три роки та обійняв посаду молодшого наукового співробітника прокатного відділу. Тоді ж здобув науковий ступінь кандидата технічних наук, захистивши дисертацію на тему «Калибровка и прокатка круглых профилей в системе универсальных калибров».
З 1953-го року — учений секретар інституту. З 1960-го року — заступник директора інституту з наукової роботи, паралельно — керівник лабораторії обтискно-заготівельного виробництва.
У 1988-му році вийшов на заслужений відпочинок. Жив у Дніпропетровську, у будинку № 11 по провулку Урицького. Помер на 85-му році життя 7 серпня 2003-го року. Похований на Запорізькому кладовищі.

## Наукова та громадська діяльність
Автор понад 100 наукових робіт, близько 30 авторських свідоцтв на винаходи. Член КПРС та партійного бюро інституту, кандидат у члени Жовтневого районного комітету КПУ Дніпропетровська. Протягом семи років — голова Дніпропетровського обласного правління науково-технічної спілки чорної металургії, член обласного комітету профспілок робітників металургійної промисловості.
Паралельно з обов'язками ученого секретаря Інституту чорної металургії виконував науково-дослідні роботи, відповідав за комплекс робіт з освоєння трубозаготівельного стану Дніпровського металургійного комбінату імені Ф. Е. Дзержинського.
У 1960-ті роки, спільно з колегами, розробив новий високопродуктивний процес одночасної прокатки двох злитків на великих обтискних станах. За цей винахід у 1970-му році був нагороджений Державною премією УРСР в галузі науки і техніки.
З 1976-го по 1978-й роки керував комплексом науково-дослідних робіт у Жданові, на металургійному комбінаті імені Ілліча та Азовсталі. З 1977-го по 1979-й рік організував широке впровадження пристроїв «Риф» для накатки валків обтискних станів, які підвищують захоплюючу здатність валків. Пристрої використовувалися в СРСР та Індії. Керував програмою науково-технічного співробітництва між СРСР та Угорською Народною Республікою з виробництва трубопрокатних установок із пілігримовим станом.

## Науковий доробок (частковий)
- «Калибровка и прокатка круглых профилей в системе универсальных калибров»: диссертация кандидата технических наук : 05.00.00. — Днепропетровск, 1952. — 216 с. : ил.
- «Прокатное производство» / Чекмарев А. П., Чернявский А. А., Чехранов В. Д., Полатовский Б. С., Тубольцев Л. Г., Чернобривенко Ю. С., Мелешко В. И., Динник А. А., Кожевников С. Н., Савелов Ю. Н. — Москва: Металлургия, 1969. — 455, [1] с.
- «Русско-украинский металлургический словарь (9000 терминов)» / В. Д. Чехранов, В. И. Мелешко. — Киев: Наукова думка, 1970. — 121 с.
- «Многослитковая прокатка» / Г. Э. Цуканов, В. Д. Чехранов, В. А. Токарев. — Москва: Металлургия, 1974. — 91 с. : черт.
- «Состояние и перспективы развития обжимно-заготовочного производства» // Токарев В. А., Чехранов В. Д., Степанов В. Ф.; Черная металлургия. 1987. № 5. С. 12–22.

### Авторські свідоцтва на винаходи (у співавторстві)
- 1967 — «Вычислительное устройство для безостаточного раскроя пакета штанг на мерные длины»
- 1972 — «Петлевой стол преимущественно для чистовых групп непрерывных проволочных станов»
- 1973 — «Устройство для рифления прокатных валков»
- 1974 — «Способ получения сортовых профилей»
- 1975 — «Устройство для получения винтовых цилиндрических заготовок»
- 1984 — «Устройство для рифления прокатных валков»
- 1986 — «ИЧМ-способ термической обработки катанки с прокатного нагрева»

## Нагороди
- 1970 — Державна премія УРСР в галузі науки і техніки — за розробку, освоєння та широке промислове впровадження нового високопродуктивного процесу одночасної прокатки двох злитків на великих обтискних станах
- 1982 — премія Ради Міністрів СРСР — за розробку та впровадження у виробництво нової технологічної схеми отримання заготівлі круглого перерізу з титанових сплавів у комплексі блюмінг-безперервно заготівельного стану
- орден Трудового Червоного Прапора
- орден «Знак Пошани»
- орден Дружби Народів
- орден Вітчизняної війни II ступеня